# أطلس الدورات
أطلس الدورات هو مستودع وثائقي على شبكة الإنترنت لعرض دورات التعليم المعتمدة وغير المعتمدة عن طريق أحد أو العديد من مقدمي الخدمات التعليمية في مختلف أنحاء الدولة أو المنطقة أو البلد أو في جميع أنحاء العالم لتسهيل التخطيط للدورات التدريبية. تعكس الدورات المدرجة في أطلس دورات قاعدة البيانات توافر ما يعرضه مقدمو الخدمات التعليمية للجمهور أو لعناصرهم الأساسية الخاصة.

## الخلفية
يصف مصطلح أطلس الدورات المستودع الوثائقي على شبكة الإنترنت المشتمل على عروض الدورات التدريبية على شبكة الإنترنت من واحد أو أكثر من مقدمي الخدمات التعليمية. لذا، يسمح أطلس الدورات للشخص بالبحث والعثور على دورات تدريبية مماثلة لبحث مقتضيات التحويل الجامعي ومبادرات الانحياز للمناهج الدراسية وأساليب تقييم التحويل ووظائف التسجيل المتضاربة وإستراتيجيات التسجيل المزدوج وبرامج الدراسة في الخارج والتسجيل عبر الإنترنت والتخطيط للدورات التدريبية.
تاريخيًا، نشرت الكليات والجامعات والمدارس المهنية ومراكز تعليم الكبار وجامعات الشركات وغيرها من مقدمي الخدمات التعليمية، فهارس وقوائم الدورات التدريبية المستقلة في مجموعة متنوعة من الأشكال. حيث يجمع أطلس الدورات قوائم الدورات من مقدمي الدورات المستقلين إلى المستودع الوثائقي الإلكتروني الفردي والقابل للبحث والدعم بصرف النظر عن الاختلافات في الشكل لجعلها أسهل في البحث والمقارنة بين خصائص وصفات الدورات التدريبية.
إضافة إلى ذلك، يقوم أطلس الدورات بتخزين خصائص الدورات التدريبية، مثل العنوان والوصف والتكلفة والموقع والموضوع ورقم الإسناد الترافقي للدورة وطريقة التدريس ومدة التدريس والكتب المدرسية ومستوى أعضاء هيئة التدريس وأوقات الاجتماع والمستلزمات القبلية والمستلزمات المشتركة وعدد القروض الممنوحة وطريقة التدرج والدورات التدريبية المماثلة المرتبطة بـ معادلة الدورات التدريبية وغيرها من العناصر الوصفية. فضلاً عن هذا، يمكن لأطلس الدورات إرفاق الأهداف التعليمية والمناهج الدراسية ونتائج التعلم لجميع سجلات الدورات التدريبية.
لقد كان أول مستودع وطني للدورات التدريبية على شبكة الإنترنت في الولايات المتحدة هو «أطلس الدورات القومي». والذي نشرته AcademyOne واستخدمته وكالات التعليم الحكومي ومقدمو الخدمات التعليمية. حيث تم تحميل «أطلس الدورات القومي» وتزامن مع عروض الدورات التدريبية الحالية لمؤسسات التعليم العالي التي تقدم كلمات بحثية لحوالي 3.5 مليون دورة تدريبية أي تغطي حوالي 10.000 موضوع. وتستخدم بعض المشروعات على مستوى الولايات «أطلس الدورات القومي» بما في ذلك ولاية بنسلفانيا  وولاية كارولينا الجنوبية وتكساس  ويوتا. ولقد شرعت مقاطعة أونتاريو، كندا في تطوير وإطلاق أطلس الدورات لدعم جمعية أونتاريو- ONTransfer في الربط والتحويل البابي بما في ذلك جميع الدورات المؤسسية للتعليم العالي في عام 2012.
تقوم مؤسسات التعليم العالي، والمناطق التعليمية وغيرها من المنظمات التعليمية ذات الصلة، بالتقييم الرسمي أو رعاية مرجع التعليم لمستودعات الدورات على شبكة الإنترنت لدعم جهودها في البحث والمقارنة والربط بين عروض الدورات التدريبية بعضها البعض. لذا يُعد «أطلس الدورات القومي» هو أول الأمثلة لمستودع الدورات المجمعة الذي أُنشئ في الولايات المتحدة واستخدم لدعم التحويل الجامعي والتخطيط للدورات التدريبية واختيار المناهج الدراسية والوظائف الإدارية لمعادلة الدورات التدريبية التي تجتاز مقدمي خدمات التعليم.

## وصلات خارجية
- The National Course Atlas